# Deutscher Verkehrssicherheitsrat
Der Deutsche Verkehrssicherheitsrat e. V. (DVR) ist ein 1969 gegründeter Interessenverband zur Förderung von Maßnahmen zur Verbesserung der Verkehrssicherheit.

## Zielsetzung
Der Vereinszweck ist die Förderung von Maßnahmen zur Verbesserung der Sicherheit aller Verkehrsteilnehmer. Bei seiner Arbeit wird der DVR seit 2007 von der Vision Zero geleitet. Da der Mensch nicht fehlerfrei ist und der überwiegende Teil aller Verkehrsunfälle auf menschliches Fehlverhalten zurückzuführen ist, muss das Verkehrssystem so gestaltet sein, dass es ebendiese Fehler verzeiht. Neben technischen und baulichen Änderungen an der Infrastruktur und Fahrzeugen setzt sich der Verband daher für entsprechende Gesetze und Verordnungen auf Bundes-, Landes- und europäischer Ebene ein. Verkehrsteilnehmende sensibilisiert er mit verschiedenen Kampagnen, z. B. Runter vom Gas oder auch Programmen und Trainings für die Rücksichtnahme im Straßenverkehr.
Neben dem langfristigen Ziel Vision Zero, dem der DVR seit 2007 sein Handeln widmet, verfolgt der DVR zehn Top Forderungen.
Eine besondere Bedeutung hat im DVR die betriebliche Verkehrssicherheitsarbeit. Die Berufsgenossenschaften und Unfallkassen und der DVR führen seit Anfang der 1980er-Jahre das gemeinsame Programm „Sicherheit auf allen Wegen“ durch, das sich an Berufstätige und Auszubildende richtet.

## Struktur
Der Verein hat rund 200 Mitglieder (Stand Juli 2021). Zu den Mitgliedern gehören die für Verkehr zuständigen Ministerien von Bund und Ländern, die Berufsgenossenschaften und Unfallkassen, Verbände wie die Deutsche Verkehrswacht, der Allgemeine Deutsche Fahrradclub, Verkehrsclubs, Automobilhersteller, Versicherer, Wirtschaftsverbände, Gewerkschaften (Deutsche Polizeigewerkschaft, Gewerkschaft der Polizei) und sonstige Institutionen und Organisationen.
Präsident ist seit 2022 Manfred Wirsch. Er bildet mit Christiane Leonard-Tiemann, Hauptgeschäftsführerin des Bundesverbands Deutscher Omnibusunternehmen (bdo), dem ehemaligen Verkehrsminister Kurt Bodewig, Präsident der Deutschen Verkehrswacht (DVW), sowie Siegfried Brockmann, Leiter der Unfallforschung der Versicherer (UDV), das Präsidium komplett. Christiane Leonard-Tiemann wurde 2022 als erste Frau ins Präsidium des DVR gewählt.
Der Vorstand besteht aus gewählten Vertretern aus der DVR-Mitgliedschaft. Diese Verzahnung wurde bereits bei der Gründung berücksichtigt.
Hauptgeschäftsführer ist seit Januar 2021 Stefan Grieger. Er folgte auf Christian Kellner und Ute Hammer, die beide den DVR zum Jahresende 2020 verlassen haben.
Beschlüsse des DVR werden vom Vorstand auf Empfehlung der Vorstandsausschüsse beschlossen. Mitglieder der Vorstandsausschüsse rekrutieren sich aus den Mitgliedern des DVR.
Folgende Fachausschüsse existieren
- Erwachsene
- Fahrzeugtechnik
- Kinder und Jugendliche
- Junge Kraftfahrer
- Verkehrstechnik
- Verkehrsmedizin

## Finanzierung (Einnahmen)
Die Einnahmen des Vereins in Höhe von 15,4 Millionen Euro (2019) setzen sich zusammen aus:
- 55 %: Finanzbeitrag der Deutschen Gesetzlichen Unfallversicherung (DGUV),
- 24 %: Zuwendungen des Bundesministeriums für Verkehr und digitale Infrastruktur,
- 6 %: Finanzbeiträge anderer Mitglieder,
- 5 %: Mitgliedsbeiträge,
- 8 %: Zuwendungen des Bundesministeriums für Verkehr und digitale Infrastruktur (Kampagnen- u. Sondermittel)
- 2 %: Sonstige Einnahmen.[14]

## Diskussion über das Tempolimit
Seit dem 12. Mai 2020 tritt der DVR für ein generelles Tempolimit von 130 Kilometern pro Stunde auf Autobahnen ein. Einer entsprechenden Positionierung des Vorstands gingen zahlreiche Expertenanhörungen voraus. Für ein generelles Tempolimit sollen 10 Mitglieder gestimmt haben, vier dagegen, bei 11 Enthaltungen. Die Forderung eines Tempolimits ist Bestandteil eines umfassenden Gesamtpapiers für mehr Sicherheit auf Autobahnen.

## Kampagnen und Aktionen des DVR

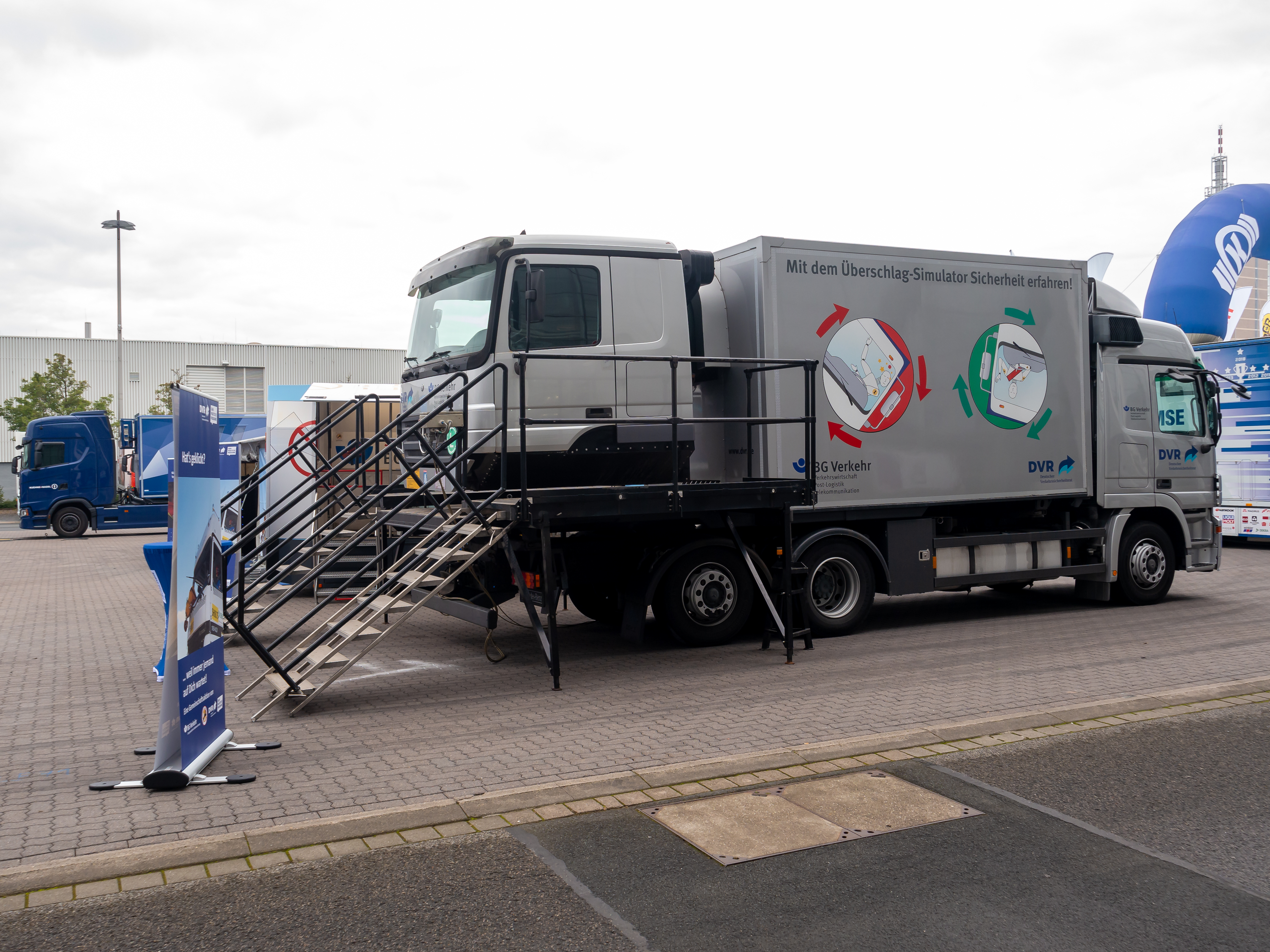
Überschlagsimulator zur Förderung der Gurtnutzung

Logo der „Hallo Partner – danke schön“ Kampagne von 1971, das 3,8 Millionen mal als Aufkleber verteilt wurde

Der Deutsche Verkehrssicherheitsrat gestaltet und unterstützt Kampagnen, Initiativen und Aktionen auf den verschiedensten Gebieten der Verkehrssicherheit. Dazu zählen:
- Runter vom Gas
- Hallo Partner – danke schön
- Begleitetes Fahren ab 17[17]
- Bester Beifahrer: Schlaue Autos kommen besser an (Kampagne rund um Fahrerassistenzsysteme)
- Deine Wege (Sichere Mobilität im betrieblichen und öffentlichen Bereich)
- Initiative Reifenqualität – „Ich fahr' auf Nummer sicher!“
- Risiko-Check (Informationen zu Risiken im Straßenverkehr)
- DVR/UK/BG Schwerpunktaktion (jährliche Aktion)
- DVR-Blog „sicherunterwegs“[18]
- Im November 2022 wurde in einem Gemeinschaftsprojekt der Allianz pro Schiene, des DVR und des Bundes für Umwelt und Naturschutz Deutschland (BUND) erstmals das „Mobilitätsbarometer“ [für Deutschland] veröffentlicht.[19]

## Mitgliedschaften des DVR
Der DVR ist Mitbegründer des Europäischen Verkehrssicherheitsrates European Transport Safety Council (ETSC). Er ist Mitglied in der Europäischen Bewegung Deutschland. Darüber hinaus kooperiert er innerhalb und außerhalb Europas mit vielen Ländern.